# ديداي ديك
ديداي ديك هي رواية كتبها كورت فونيغوت نُشرت أصلًا في عام 1982.

## ملخَص الحبكة
يرتكب بطل الرواية، رودي والتز، الملقب بديداي ديك جريمة القتل غير العمد عندما كان طفلًا (يُطلق النار بلا مبالاة ببندقية عبر النافذة موديًا بحياة امرأة حامل) ويعيش حياته كلها بشعور الذنب وطلب المغفرة لذلك. يصاب بصدمة شديدة بسبب الأحداث مباشرةً بعد وفاة المرأة لدرجة أنه يعيش حياته مثل لا جنسي؛ لا مثليَ الجنس ولا ينجذب إلى الجنس الآخر.
وهو يروي قصة حياته كرجل مغترب في منتصف عمره في هايتي، والتي ترمز إلى مدينة نيويورك، حتى النهاية حيث يسير الخط الزمني للرواية. في هذه المرحلة من حياته، يواجه ذلك الحدث الذي أُشير إليه طوال أحداث الرواية. تُدمَّر بلدة ميد ويسترن العامة بمدينة ميد لاند فعليًا بقنبلة نيوترونية، أوهيو (والتي دارت بها أحداث كتاب إفطار الأبطال أيضًا) والتي نشأ بها رودي. في نهاية الكتاب، يبدو أن رودي -على الرغم من كونه لم يتصالح بشكلٍ كامل مع أفعاله- فقد تعايش معها على الأقل.
تُعد علاقة والتز بوالديه إحدى الأفكار الرئيسية الأخرى بالكتاب. عاش والده عندما كان شابًا في النمسا، وكان أحد الأشخاص القلائل الذين كانوا في الواقع أصدقاء مع أدولف هتلر قبل وصوله للسلطة.

## مكانٌ في عالم فونيغوت
دارت أحداث ديداي ديك في الغالب في مدينة ميدلاند الخيالية بأوهيو، وهي أيضًا مكان لأحد أعمال فونيغوت الرائعة الأخرى، إفطار الأبطال. ذُكرت عدة شخصيات ومواقع ومفاهيم هذه الرواية بشكلٍ عابر، وبعضها الآخر كان له دور فعَال (على سبيل المثال: رابو كارابيكيان، دواين، وسيليا هوفر، ومركز ميلدريد باري التذكاري للفنون، وباريترون المحدودة، من بين آخرين).  

## روابط خارجية
- ديداي ديك على موقع الموسوعة البريطانية (الإنجليزية)